# Neuda (Gemeinde Golling)
Neuda ist eine Ortschaft und der Marktort der Marktgemeinde Golling an der Erlauf im Bezirk Melk in Niederösterreich. Die Ortschaft hat 679 Einwohner (Stand 1. Jänner 2024).

## Geografie
Neuda liegt westlich der Erlauf und knapp vor der Mündung dieser in die Donau zwischen den Orten Krummnußbaum, Golling und Pöchlarn. Die Erhebung zum Markt erfolgte im Jahr 1969.
Am 1. April 2020 umfasste die Ortschaft 95 Adressen.

## Geschichte
Mit der Industrialisierung am Ende des 19. Jahrhunderts wurde 1883 die Erste österreichische Seilwarenfabrik Em. Biach & Comp. Brüder Lieser gegründet, die 1919 von der Ersten österreichischen Jute-Spinnerei und -Weberei (HITIAG) übernommen wurde, einer der größten Textilfabriken Europas. In der Folge wurden mehrere Arbeiterwohnhäuser errichtet, die von der HITIAG mit sozialen Einrichtungen ausgestattet wurden und 1907 wurde ein Konsummarkt eröffnet.
Im Zuge dieser Entwicklung konnte sich die Katastralgemeinde Golling 1923 aus der damaligen Gemeinde mit Krummnußbaum herauslösen und eine eigene Gemeinde konstituieren. Laut Adressbuch von Österreich waren im Jahr 1938 in Neuda ein Bäcker, zwei Fleischer, zwei Friseure, zwei Gastwirte, zwei Gemischtwarenhändler, ein Radioapparatehändler, zwei Schuster, ein Viktualienhändler und ein Landwirt mit Direktvertrieb ansässig. Den Ort dominierend war aber die Hanf-, Jute- u. Textilindustrie AG (kurz Hitiag), die Textilwaren industriell herstellte.
Zugleich wurde nach den Plänen von Johann Kräftner sen. in den Jahren 1962–1964 eine Kirche erbaut und dem hl. Franz von Assisi geweiht. Diese Kirche war anfangs eine Filialkirche der Pfarre Pöchlarn und wurde 1969 als Pfarrkirche Golling an der Erlauf zur selbständigen Pfarre erhoben. Im Jahr 1969 erfolgte auch die Erhebung von Neuda zum Marktort und noch bis 2006 wurden in Neuda Seiden und Garne hergestellt.

## Sehenswürdigkeiten
- Pfarrkirche Golling an der Erlauf, befindet sich in Neuda

## Persönlichkeiten
- Karl Pospischil (1926–2001), Bezirksstellenleiter der NöGKK, Mitglied des Bundesrates und Abgeordneter zum Landtag, wurde in Neuda geboren
- Helmut Wöginger (* 1937), Bediensteter der Krankenkasse, Bürgermeister und Abgeordneter zum Landtag, wurde in Neuda geboren